# 苫小牧市錦大沼公園
苫小牧市錦大沼公園（とまこまいしにしきおおぬまこうえん）は、北海道苫小牧市にある公園。この項目では公園の一角にある苫小牧市錦大沼公園オートリゾート苫小牧（オートリゾート苫小牧アルテン）についても記載している。

## 概要
1977年（昭和52年）開園。樽前山麓の樽前丘陵先端に位置し、錦大沼や錦小沼を含む自然に囲まれた総合公園。1919年（大正8年）に天然の広葉樹林帯であった国有林を苫小牧町（当時）が放牧場にするために国から払い下げを受けた敷地であり、現在でも一部が樽前放牧場となっている。冬季の錦大沼では（結氷時）ワカサギ釣りも楽しめる。
苫小牧市錦大沼公園オートリゾート苫小牧（オートリゾート苫小牧アルテン）は、1988年度（昭和63年度）に当時の北海道開発庁が提唱した「オートリゾートネットワーク構想」による複合的なレクリエーションと交流拠点整備の一環として1992年（平成4年）にオープン。日本オート・キャンプ協会の総合評価で最高位「5つ星」に認定されており、多目的スポーツコート、パークゴルフ（全18ホール）、乗馬、カヌー、バーベキュー、冬は歩くスキーなども楽しめる。

## 自然・施設

### 錦大沼・錦小沼
錦大沼（周囲3.5km）と錦小沼（周囲1.6km）周辺は散策路になっている。2009年度（平成21年度）から整備していた錦大沼ハナショウブ園は（ハナショウブは苫小牧市の草の花指定）、2014年度（平成26年度）に目標の1万株を達成し記念式典を開催した。

### 苫小牧市錦大沼公園オートリゾート苫小牧
オートキャンプ場を中心としたキャンプ施設、アウトドア施設、日帰り入浴施設がある。毎年9月にまきばの広場で『たるまえサンフェスティバル』が開催される。

#### キャンプサイト
- みずならサイト
- しらかばサイト
- からまつサイト

#### ログハウス他
- ログハウス3棟
- デッキハウス2棟
- キャビン（小屋）10棟
- ロフトハウス3棟
- バンガロー10棟

#### センターハウス
- 受付、売店、トイレ、ランドリー、シャワー、小ステージ、放送設備、警備装置
- 多目的室
- 研修室

#### 苫小牧市青少年キャンプ場
1992年（平成4年）開設。多目的広場を中心にシャワー、トイレ、炊事棟などのキャンプ施設を整えている。

#### ゆのみの湯
1999年（平成11年）オープン。源泉掛け流しの露天風呂がある。

#### 歩くスキーコース
積雪期に特設される。

## 参考資料
- “苫小牧市錦大沼公園オートリゾート苫小牧管理規則”.   北海道苫小牧市 (1992年). 2015年6月7日閲覧。